# Bebearia lucayensis
Bebearia lucayensis är en fjärilsart som ingår i familjen praktfjärilar. Dess utbredningsomrpde sträcker sig över i Elfenbenskusten, Ghana, Nigeria, Kamerun, Republiken Kongo och Demokratiska republiken Kongo och den förekommer i skogshabitat. Larverna lever av Hypselodelphys och Marantochloa.